# Langkildegård
Langkildegård er en gammel gård 300 m øst for Svendborgmotorvejen, cirka midt mellem Ringe og Svendborg. Den nævnes første gang i 1497. Hovedbygningen er opført i 1844. Hovedbygningen dannede i 2013-2015 ramme om optagelserne til DR's dramaserie,"Arvingerne".
Gårdens stråtækte bindingsværkslade, ment som en af Fyns ældste og største stråtækte bindingsværkslader (over 400 kvm bebygget areal) blev revet ned i 2009-2010.
Gården ligger i Lunde Sogn, Sunds Herred, Svendborg Amt, Svendborg Kommune.
Langkildegård Gods er på 142 hektar.

## Ejere af Langkildegård
- (1497-1781) Forskellige ejere
- (1781-1827) Hans Hansen Langkilde
- (1827-1870) Henrik Hansen Langkilde
- (1870) Kirsten Henriksdatter Langkilde gift Lauesen
- (1870-1882) Hans Lauesen
- (1882-1929) Hans Henriksen Langkilde
- (1929-1980) Hans Hansen Langkilde Lauesen
- (1980) Jørgen Mex-Jørgensen